# El Higo, Veracruz
El Higo är en kommunhuvudort i Mexiko.   Den ligger i kommunen El Higo och delstaten Veracruz, i den sydöstra delen av landet, 270 km norr om huvudstaden Mexico City. El Higo ligger 34 meter över havet och antalet invånare är 8 175.
Terrängen runt El Higo är platt. Runt El Higo är det ganska glesbefolkat, med 34 invånare per kvadratkilometer. El Higo är det största samhället i trakten. Trakten runt El Higo består till största delen av jordbruksmark.